# Calírroe (hija de Foco)
En la mitología griega, Calírroe era una princesa de Beocia, hija del rey Foco. Calírroe había tenido más de treinta pretendientes de las clases más elevadas de Beocia, pero su padre la amaba tanto que entretenía a sus numerosos pretendientes con estratagemas y excusas para no darla nunca en matrimonio.
Sus pretendientes, cansados de tantas dilaciones, se rebelaron y mataron a Foco. Calírroe logró huir y esconderse hasta que en una fiesta en honor a Atenea a la que acudían los beocios, salió de su retiro y se sentó al pie del altar de la diosa, donde derramando lágrimas determinó a los beocios a que vengasen la muerte de su padre. La multitud, compacecida, quemó vivos a los asesinos.